# Lilla Blytjärnet
Lilla Blytjärnet är en sjö i Bengtsfors kommun i Dalsland och ingår i Örekilsälvens huvudavrinningsområde.